# Aachen (Schiff, 1975)
Die Aachen ist ein Fahrgastschiff der Reederei Rursee-Schifffahrt KG, das für Linien-, Ausflugs- und Sonderfahrten auf dem Rurstausee, auch Rursee genannt, eingesetzt wird. Benannt wurde das Schiff nach der Stadt Aachen.

## Geschichte
Das Schiff wurde bei der Schiffswerft Schmidt GmbH in Oberwinter, einem Ortsteil der Stadt Remagen im rheinland-pfälzischen Landkreis Ahrweiler, gebaut und 1975 auf dem Rursee in Fahrt gebracht.

## Das Schiff
Die Aachen ist das etwas kleinere der beiden auf dem Rursee eingesetzten Schiffe. Es ist 37,40 Meter lang, 6,40 Meter breit und hat einen Tiefgang von 80 Zentimeter. Zugelassen ist das Schiff für 472 Fahrgäste. Ihnen stehen drei Decks zur Verfügung.
Die Aachen verfügt über zwei MAN-Dieselmotoren vom Typ D0226MLE mit einer Leistung von zusammen 220 Kilowatt, welche jeweils einen Schottel-Ruderpropeller (SRP) antreiben. Der Antrieb ist redundant ausgelegt, so dass das Schiff bei Ausfall einer Maschine mit der zweiten noch problemlos manövriert werden kann. Einer der beiden SRP wird elektrisch/hydraulisch, der andere mechanisch über eine Steuerkette angesteuert. So ist das Schiff auch bei Ausfall der Elektrik noch manövrierfähig. Ein elektrisches Bugstrahlruder verbessert die Manövrierfähigkeit. Zur Stromerzeugung für das 220V Bordnetz ist ein Deutz Dieselmotor mit ca. 85 Kilowatt nachgerüstet worden.
Zur gastronomischen Versorgung der Fahrgäste stehen eine Kombüse, ein Tresenbereich und ein Serviceteam zur Fahrgastbetreuung im Restaurant zur Verfügung.

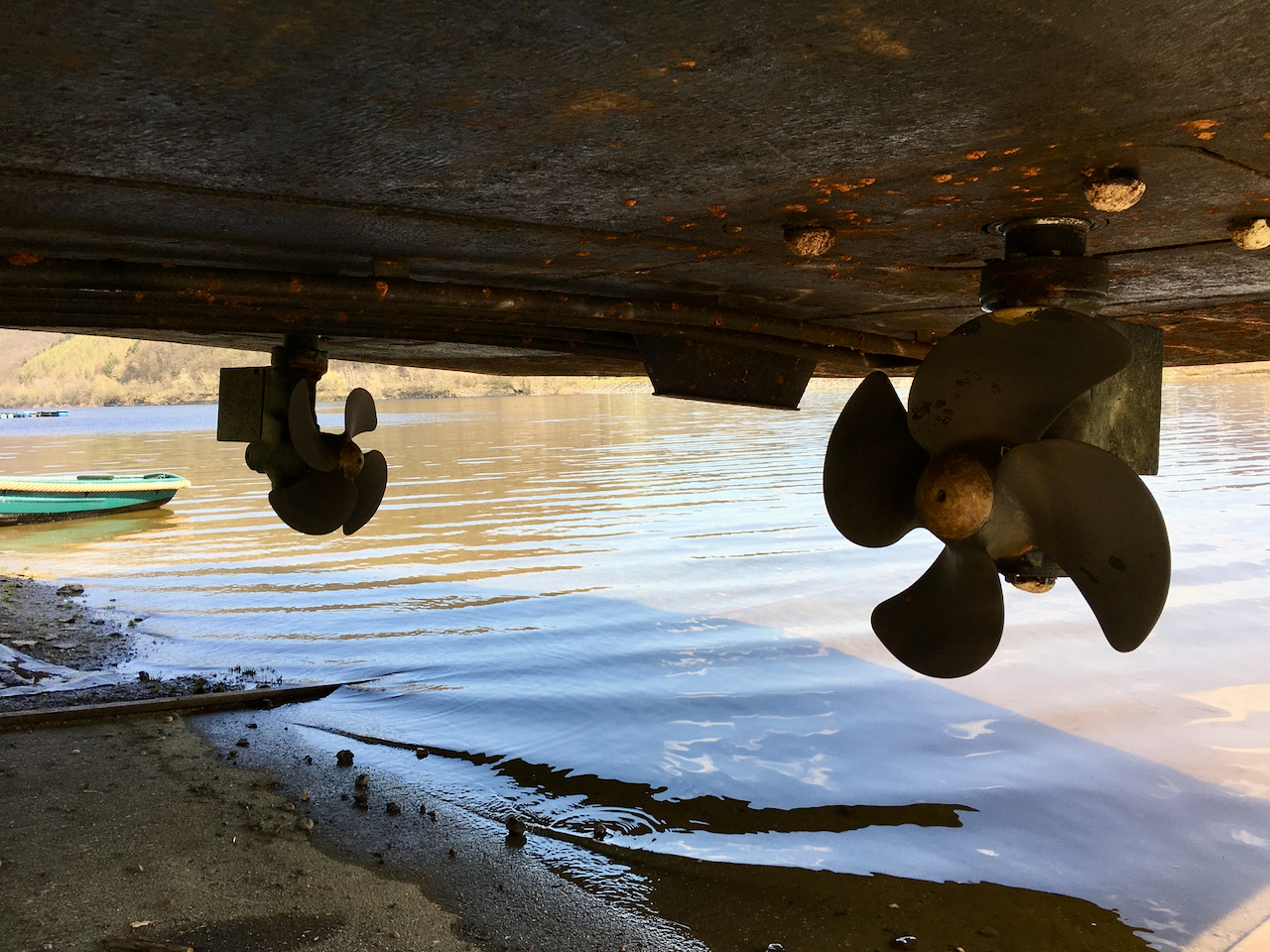
Unterwasserschiff
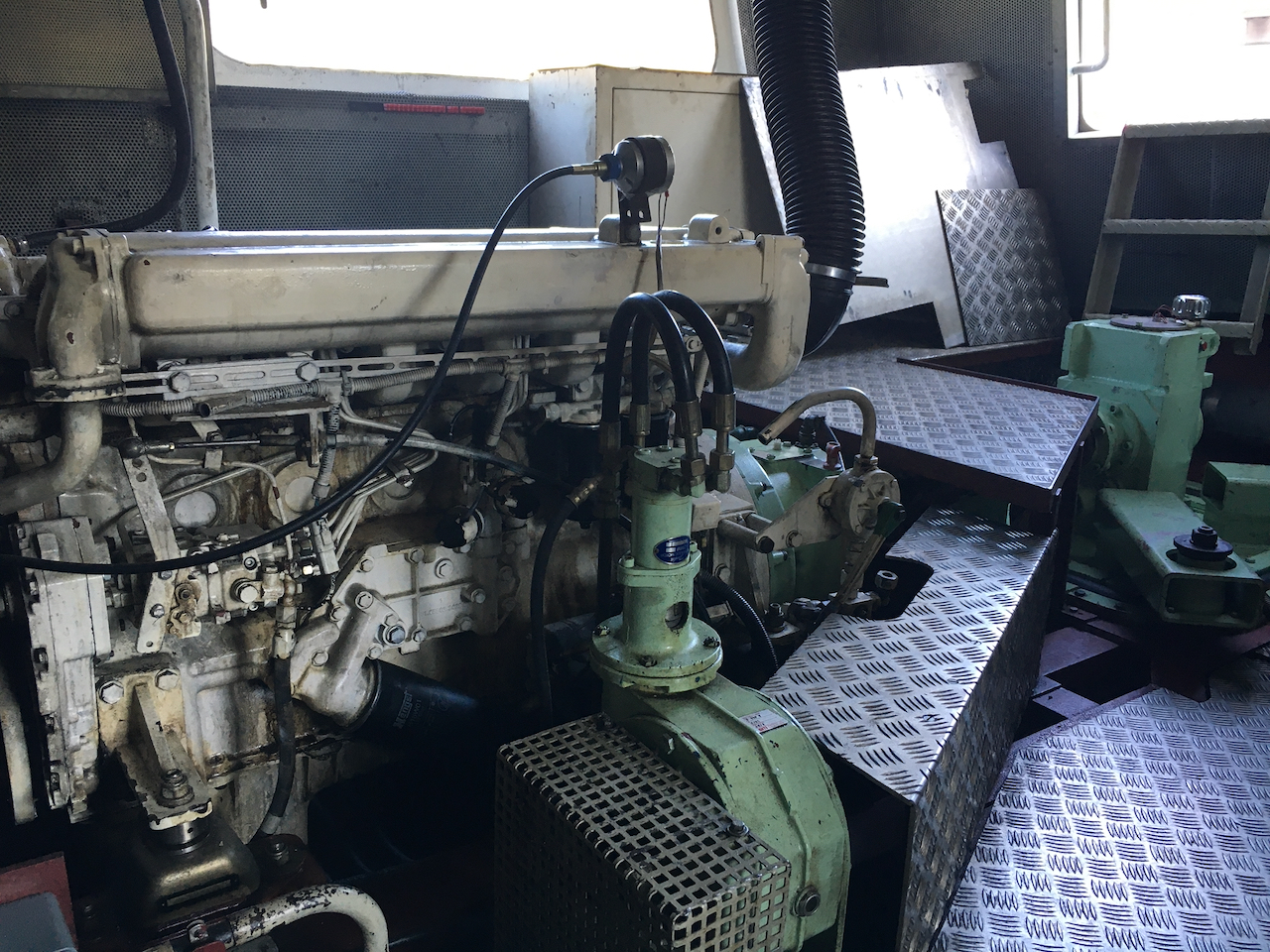
Steuerbordmotor